# .bq
.bq је највиши интернет домен (енгл. country code top-level domain - ccTLD) за три холандска острва на Карибима: Бонер, Свети Јевстатије и Сабу (Карибска Холандија). Домен још није у употреби.
Настао је одлуком Агенције за ISO 3166 од 15. децембра 2010. којом се додељује скраћеница BQ као ISO 3166-1 aлфа-2 код за подручје Карипске Холандије. Одлука је уследила након распада Холандских Антила, чиме су ова три острва Карипске Холандије добила нови статус јавних органа Краљевине Холандије 10. октобра 2010. године.
Становници Карипске Холандије користе бивши .an домен Холандске Антиле, који се постепено гаси. Пошто су део Холандије, Бонаире, Ст. Еустатиус и Саба такође користе холандски .nl домен.